# Sēlpils
Sēlpils oder Sēļpils (deutsch: Selburg, lateinisch: castrum Selonum) ist eine Ortschaft im Osten Lettlands, die im 17. Jahrhundert Stadtrechte besaß und das Zentrum des alten Sēlija (deutsch: Oberlettland) bildete.

## Geschichte

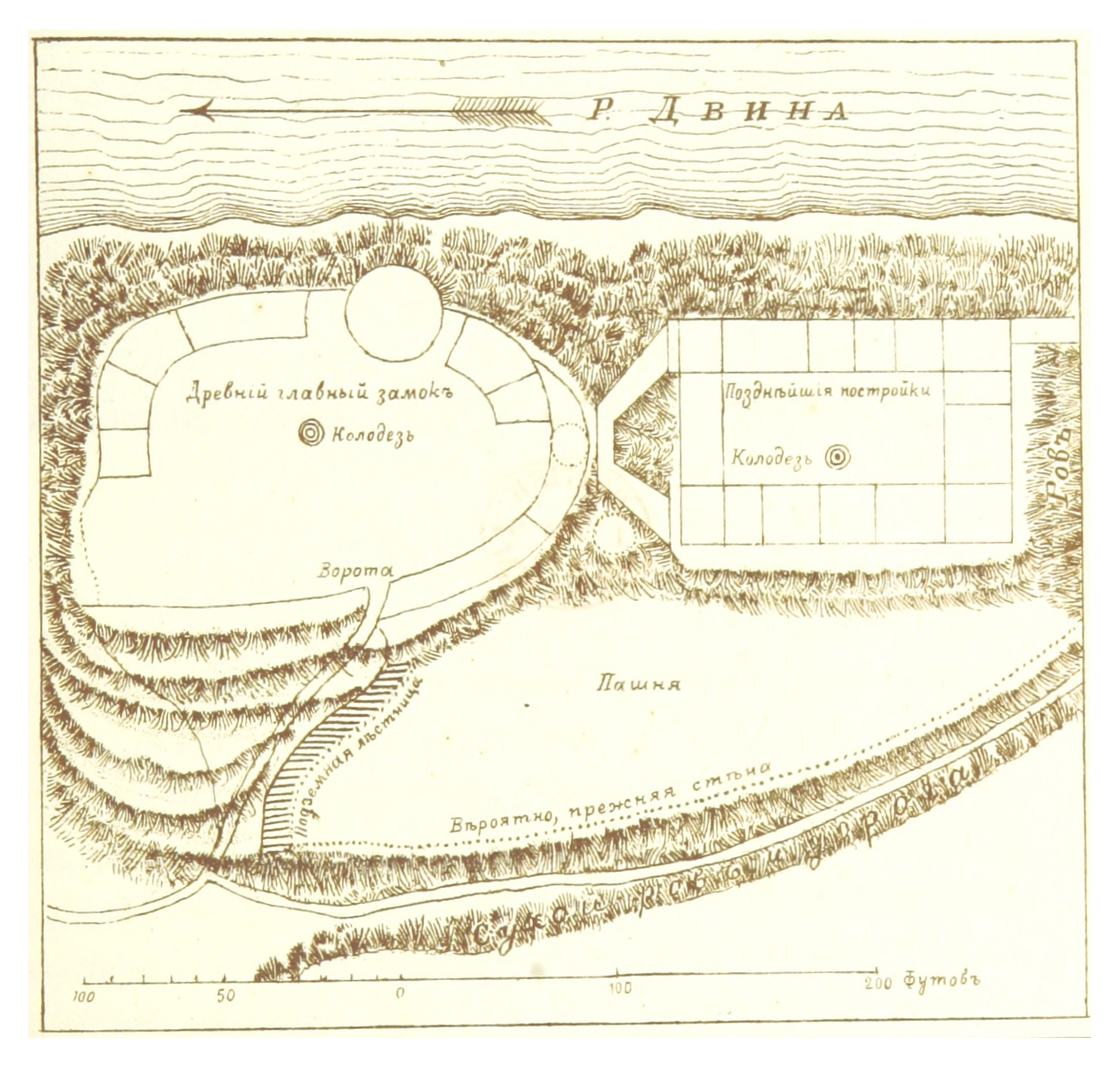
Plan der Ruine Selburg (um 1880)

Archäologische Zeugnisse belegen, dass Sēlpils, 17 km westlich des modernen Jēkabpils gelegen, zwischen dem 10. und dem 13. Jahrhundert eine größere Siedlung war. Es wurde von den Selen oder Selonen und ihren litauischen Verbündeten als Stützpunkt für Überfälle auf lettgallisches und livisches Gebiet genutzt. Die Chronik des Heinrich von Lettland (lateinisch: Heinrici Chronicon Lyvoniae) beschreibt seine Eroberung 1208 durch den Schwertbrüderorden unter Albert von Buxhoeveden und deren christianisierten livischen Verbündeten.
Von 1218 bis 1226 war Selburg vorübergehend der Sitz des Bistums Selonien, das Albert von Buxthoeven 1218 als Missionsbistum eingerichtet hatte. Es umfasste die Gebiete südlich der Düna. Der Papst bestätigte die Gründung im Folgejahr. Erster Bischof war Bernhard, der 1224 starb. Das Bistum Selonien wurde bereits 1226 zugunsten des Bistums Semgallen aufgelöst, das seinerseits 1251 dem Bistum Riga zugeschlagen wurde. Selburg kam unter die Herrschaft des livländischen Ordens, der dort Befestigungen für den Vogt des Ordens errichtete.
Als Teil des Herzogtums Semgallen erhielt Selburg 1621 von Friedrich Kettler die Stadtrechte. Während des großen nordischen Kriegs wurde die Burg 1704 von schwedischen Truppen gesprengt, heute sind nur noch Reste der Fundamente sichtbar.
Nach der Pest-Epidemie 1711 war der Ort entvölkert.
2009 vereinigten sich die Gemeinden Sēlpils und Sala zu einer Verwaltungseinheit, dem Bezirk Sala (Salas novads), dessen Verwaltung sich im Ort Sala befand und der 2021 im neuen Bezirk Jēkabpils aufging.

## Evangelisch-Lutherische Kirche
Von 1846 bis 1850 wurde die heutige Kirche von Sēlpils erbaut. Während des Zweiten Weltkriegs feuerte die Artillerie der Roten Armee auf Dach und Turm der Kirche. Nach dem Krieg restaurierte die Gemeinde die Kirche zum Teil, konnte dies jedoch nicht bewältigen und musste 1960 das baufällige Gebäude an den Gemeindevorstand von Sēlpils übergeben, der sie verfallen ließ. Nach Wiederherstellung der Unabhängigkeit Lettlands wurden Anfang 1992 die beschädigten Balken aus der Kirche entfernt und die Wände von den Holzteilen entfernt. Das Wiederaufbauprojekt der Kirche von Sēlpils wurde bis 2008 durchgeführt, der Glockenturm wurde mit einem Blechdach und einem Kreuz versehen, aber aus Geldmangel wurde das Kirchengebäude nicht vollständig renoviert. Heute werden in der nur teilweise wiederhergestellten Kirche Gottesdienste abgehalten.

## Personen
- Georg Mancelius war 1620 bis 1625 Pfarrer in Selburg.
- Gotthard Friedrich Stender, bekannt als der Alte Stender, Pfarrer von 1766 bis 1796.